# Flercellig organism
En flercellig organism är en organism som till skillnad från encelliga organismer består av flera specialiserade celler.

## Evolution
Man är inte säker på hur flercelligt liv uppkom. Det finns flera konkurrerande hypoteser; encelliga organismer av olika art kan ha ingått symbios. En organism med flera cellkärnor kan ha bildat cellmembran mellan kärnorna. Ytterligare en möjlighet är att likadana organismer bildat en gemensam koloni där cellerna specialiserat sig. De första flercelliga organismerna uppstod för omkring 660–635 miljoner år sedan med svampdjur.